# Pušča
Pušča (v prekmurščini Püšča) je strnjeno naselje v Občini Murska Sobota, ki leži zahodno od Murske Sobote. Pušča je romska skupnost, ki je bila do leta 2002 del Černelavcev. Na referendumu leta 1998 so se prebivalci odločili za ustanovitev samostojnega naselja, ki je bilo uradno razglašeno leta 2002.
Pušča je največje slovensko romsko naselje, ki je nastalo pred več kot stoletjem, in je tudi eno najbolje urejenih, z lastno krajevno skupnostjo. Zato velja za zgled urejanja romske problematike v Sloveniji.